# Del Rio (Califórnia)
Del Rio é uma Região censo-designada localizada no estado americano da Califórnia, no Condado de Stanislaus.

## Demografia
Segundo o censo americano de 2000, a sua população era de 1168 habitantes.

## Geografia
De acordo com o United States Census Bureau tem uma área de 4,4 km², dos quais 3,8 km² cobertos por terra e 0,6 km² cobertos por água.

## Localidades na vizinhança
O diagrama seguinte representa as localidades num raio de 16 km ao redor de Del Rio.